# Michael Feinstein
Michael Jay Feinstein (Columbus (Ohio), 7 september 1956) is een Amerikaanse singer-songwriter, pianist en acteur. Hij is tolk van en antropoloog en archivaris voor het repertoire dat bekend staat als het Great American Songbook. In 1988 won hij een Drama Desk Special Award voor het uitvoeren van Amerikaanse muziektheater liederen. Feinstein is ook een multi-platina-verkopende, vijfvoudig Grammy Award-genomineerde opnameartiest. Hij dient momenteel als artistiek directeur voor het centrum voor de uitvoerende kunsten in Carmel, (Indiana).

## Biografie
Feinstein werd geboren in Columbus, Ohio, als zoon van de amateur-tapdanseres Florence Mazie (geboren Cohen) en Edward Feinstein, een verkoopmedewerker voor de Sara Lee Corporation en een voormalig amateurzanger. Hij is van joodse afkomst. Op 5-jarige leeftijd studeerde hij een paar maanden piano, totdat zijn lerares boos werd dat hij de bladmuziek die ze hem gaf niet meer las, omdat hij op het gehoor comfortabeler kon spelen. Omdat zijn moeder geen probleem zag met de methode van haar zoon, nam ze hem uit de lessen en liet ze hem op zijn eigen manier van muziek genieten.
Na zijn afstuderen aan de middelbare school werkte Feinstein twee jaar in lokale pianobars en verhuisde hij op 20-jarige leeftijd naar Los Angeles. Via de weduwe van concertpianist-acteur Oscar Levant werd hij in 1977 voorgesteld aan Ira Gershwin, die hem inhuurde om zijn uitgebreide collectie fonografische platen te catalogiseren. De opdracht leidde tot zes jaar onderzoek, catalogisering en bewaring van de onuitgegeven bladmuziek en zeldzame opnamen in Gershwins huis, waardoor niet alleen Gershwins werken, maar ook die van zijn vier decennia eerder overleden componistenbroeder George Gershwin werden gearchiveerd. Tijdens Feinsteins jaren met Gershwin leerde hij ook Gershwins buurvrouw, zangeres Rosemary Clooney kennen, met wie Feinstein een hechte vriendschap sloot tot aan Clooneys dood. Feinstein diende als muzikaal adviseur voor de show Broadway theater van 1983 en My One and Only, een muzikale potpourri van de Gershwin-deuntjes.
In het midden van de jaren 1980 was Feinstein een nationaal bekende cabaretzanger-pianist, die bekend stond als voorvechter van het Great American Songbook. In 1986 nam hij zijn eerste cd Pure Gershwin (1987) op, een verzameling muziek van George en Ira Gershwin. Dit werd gevolgd door Live at the Algonquin (1986), Remember: Michael Feinstein Sings Irving Berlin (1987), Isn't It Romantic (1988), een verzameling van standards en zijn eerste album ondersteund door een orkest en Over There (1989), met de muziek van Amerika en Europa tijdens de Eerste Wereldoorlog. Feinstein nam zijn enige kinderalbum Pure Imagination op in 1992. In de aflevering But Not For Me uit 1987 van de tv-serie thirtysomething zong hij But Not For Me, Love Is Here to Stay en Isn't It Romantic? als onderdeel van droomsequenties.
In 1988 stond Feinstein op Broadway in een serie in-concert shows: Michael Feinstein in Concert (april tot juni 1988), Michael Feinstein in Concert: Isn't It Romantic. (oktober tot november 1988), en Michael Feinstein in Concert: Piano and Voice (oktober 1990). Hij keerde terug naar Broadway in 2010 in een speciaal concertduo met Dame Edna getiteld All About Me (maart tot en met april 2010).
Begin jaren 1990 startte Feinstein met een ambitieus liedboekproject, waarin hij een album uitvoerde met de muziek van een bekende componist, vaak begeleid door de componist. Dit omvatte samenwerkingen met Burton Lane (twee delen: 1990, 1992), Jule Styne, (1991), Jerry Herman (Michael Feinstein Sings the Jerry Herman Songbook, 1993), Hugh Martin (1995), Jimmy Webb (Only One Life: The Songs of Jimmy Webb en Jay Livingston/Ray Evans (2002). Hij heeft ook drie albums met standards opgenomen met Maynard Ferguson: Forever (1993), Such Sweet Sorrow (1995) en Big City Rhythms (1999).
Eind jaren 1990 nam Feinstein de twee albums Nice Work If You Can Get It: Songs by the Gershwins (1996) en Michael & George: Feinstein Sings Gershwin] (1998) op met Gershwin muziek. Feinsteins albums in de 21e eeuw bevatten Romance on Film, Romance on Broadway (2000), Michael Feinstein with the Israel Philharmonic Orchestra] (2001), Hopeless Romantics (2005, met George Shearing) en The Sinatra Project (2008).
In 2000 benoemde de Library of Congress Feinstein tot zijn nieuw gevormde National Recording Preservation Board, een organisatie die zich inzet voor de bescherming van het muzikale erfgoed van Amerika.
In 2008 heeft de Great American Songbook Foundation, opgericht door Feinstein, haar hoofdkantoor gevestigd in Carmel, Indiana. De Stichting heeft een tweeledige missie: het bewaren, onderzoeken en tentoonstellen van de fysieke artefacten, zowel uitgegeven als niet-gepubliceerde, van het Great American Songbook en het onderwijzen van de hedendaagse jeugd over de relevantie van de muziek voor hun leven. De Stichting herbergt een archief en een referentiebibliotheek, er bestaan plannen voor een vrijstaand museum. De organisatie houdt ook een jaarlijkse Great American Songbook Vocal Academy en Competition, die middelbare scholieren uit het hele land uitnodigt om deel te nemen aan regionale wedstrijden. Feinstein is vanaf de oprichting in 2009 elk jaar als jurylid en mentor voor de zomer intensief bezig geweest. Op 21 juni 2015 kwamen de finalisten bijeen op het hoofdkantoor van de Stichting voor een vocale bootcamp en een finale wedstrijd. De winnaar kreeg een beurs en de mogelijkheid om met Michael op te treden in zijn cabaret in New York.
In 2009 werd Feinstein artistiek directeur van The Center for the Performing Arts, gevestigd in Carmel, Indiana. De bouw van de $170-miljoen drie-theater locatie werd voltooid in januari 2011. Het centrum is de thuisbasis van een jaarlijks internationaal kunstfestival, een gevarieerde live-programmering en The Great American Songbook Foundation.
In 2009 werkte Feinstein samen met Cheyenne Jackson om een nachtclub act met de titel The Power of Two te creëren. De show werd geprezen door The New York Times als gepassioneerd, onberispelijk geharmoniseerd en baanbrekend en door Variety als oogverblindend onderhoudend. Hun uitvoering werd een van de meest bejubelde shows van 2009, en het duo maakte het studioalbum The Power of Two van het materiaal, dat hun cover van het gelijknamige nummer bevatte. Naast meer dan 150 live-optredens per jaar is Feinstein ook verschenen in een aantal televisieseries, documentaires en talkshows.
In 2010 zond Public Broadcasting Service Michael Feinsteins American Songbook uit, een driedelige televisiedocumentaire die de geschiedenis van het Amerikaanse volkslied tot 1960 weergeeft, evenals Feinsteins eigen leven en carrière. Vanaf juni 2011 heeft Feinstein de partituur geschreven voor de twee nieuwe podiummusicals The Night They Saved Macy's Parade en The Gold Room.
Zijn nachtclub in Manhattan, Feinstein's at Loews Regency, presenteerde de toptalenten van de pop en jazz van 1999 tot 2012, waaronder Rosemary Clooney, Liza Minnelli, Glen Campbell, Barbara Cook, Diahann Carroll, Jane Krakowski, Lea Michele, Cyndi Lauper, Jason Mraz en Alan Cumming. De club werd in december 2012 gesloten als gevolg van een jaar lang durende complete renovatie van het Regency Hotel. Feinstein opende in mei 2013 de nieuwe nachtclub Feinstein's at the Nikko in het Nikko Hotel in San Francisco, in 2015 Feinstein's/54 Below in Studio 54 in New York en heeft ook plannen voor een toekomstige nachtclub in Londen.
Sinds 2012 is Feinstein de gastheer van het wekelijkse, een uur durende radioprogramma Song Travels with Michael Feinstein, geproduceerd door South Carolina Educational Television en Radio en gedistribueerd door NPR. In het programma verkent Feinstein de legendarische liedjes van het 20e-eeuwse Amerika. De serie onderzoekt de passage van Amerikaanse populaire liederen door het Amerikaanse landschap, evoluerend met elke artiest en uitvoering. Podcast hoogtepunten van de show zijn ook beschikbaar onder de titel Song Travels Express'.
Feinstein werd in 2012 benoemd tot Principal Pops Conductor voor de Pasadena POPS en maakte zijn debuut als dirigent in juni 2013 met goede recensies. In 2016 werd het contract van Feinstein met de Pasadena POPS verlengd tot 2019. Onder leiding van Feinstein werd de Pasadena POPS snel de belangrijkste presentator van het Great American Songbook in de orkestrale arena geworden, met definitieve uitvoeringen van zeldzame orkestraties en klassieke arrangementen.
Feinsteins memoires The Gershwins and Me: A Personal History in Twelve Songs over zijn werk voor Ira Gershwin verscheen in het najaar van 2012, begeleid door een cd van Feinstein met de muziek van de gebroeders Gershwin, die in het boek wordt besproken.
In april 2013 heeft Feinstein de nieuwe cd Change Of Heart: The Songs of André Previn bij Concord records uitgebracht, in samenwerking met componist-dirigent-pianist André Previn, met een album dat het repertoire van Previn viert uit zijn catalogus van popsongs die het meest in films zijn opgenomen. Het album opent met (You've Had) A Change of Heart.
Op 31 oktober 2014 ging Michael Feinstein at the Rainbow Room van Feinstein in première bij PBS met gaststerren. De special maakt deel uit van het PBS Arts Fall Festival 2014, een primetime programma met 11 wekelijkse programma's van klassieke Broadway-hits en muziek uit het hele land, evenals enkele bekroonde theatervoorstellingen.
Feinstein is al vele malen als presentator verschenen bij Turner Classic Movies. Nadat hij in januari 2015 samen met Robert Osborne een nacht had gepresenteerd, keerde hij in augustus 2016 en december 2017 terug naar het kanaal als gastheer en verscheen hij in tientallen applicaties op het kanaal.

## Privéleven
In oktober 2008 trouwde Feinstein met zijn oude partner Terrence Flannery. De ceremonie werd uitgevoerd door de beroemde familierechtbank- en televisierechter Judith Sheindlin, ook bekend als Judge Judy. Feinstein en Flannery hebben huizen in New York, Los Angeles en Indiana.

## Discografie
- 1986: Live at the Algonquin (Asylum Records)
- 1987: Pure Gershwin (Asylum)
- 1987: Remember: Michael Feinstein Sings Irving Berlin (Asylum)
- 1988: Isn't It Romantic (Asylum)
- 1989: The M.G.M. Album (Elektra Records)
- 1989: Over There (EMI Digital)
- 1990: Michael Feinstein Sings the Burton Lane Songbook, Vol. 1 (Elektra/Nonesuch Records)
- 1991: Michael Feinstein Sings the Jule Styne Songbook (Elektra/Nonesuch)
- 1992: Michael Feinstein Sings the Burton Lane Songbook, Vol. 2 (Elektra)
- 1992: Pure Imagination (Elektra)
- 1993: Michael Feinstein Sings the Jerry Herman Songbook (Elektra/Asylum)
- 1993: Forever (Elektra)
- 1995: Such Sweet Sorrow (Atlantic Records)
- 1995: Michael Feinstein Sings the Hugh Martin Songbook (Elektra/Asylum)
- 1996: Nice Work If You Can Get It: Songs by the Gershwins (Atlantic)
- 1998: Nobody But You (Wea International)
- 1998: Michael & George: Feinstein Sings Gershwin (Concord Records)
- 1999: Big City Rhythms (Concord)
- 2000: Romance on Film, Romance on Broadway (Concord)
- 2001: Michael Feinstein with the Israel Philharmonic Orchestra (Concord)
- 2001: With a Song in My Heart (Concord)
- 2001: An Intimate Holiday with Michael Feinstein (Concord)
- 2002: The Michael Feinstein Anthology (Elektra/Rhino)
- 2002: Livingston and Evans Songbook (Feinery)
- 2003: Only One Life: The Songs of Jimmy Webb (Concord Jazz)
- 2005: Hopeless Romantics (met George Shearing)
- 2008: The Sinatra Project (Concord)
- 2009: The Power of Two (met Cheyenne Jackson) (Harbinger Records)
- 2010: Fly Me to the Moon (met Joe Negri) (DuckHole Records)
- 2011: Cheek to Cheek: Cook and Feinstein (met Barbara Cook) (DuckHole Records)
- 2011: We Dreamed These Days (DuckHole Records)
- 2011: The Sinatra Project, Vol. 2: The Good Life (Concord)
- 2013: Change of Heart: The Songs of André Previn (Telarc)
- 2014: A Michael Feinstein Christmas (Concord)

- Bibliothèque nationale de France: cb13933692m (data)
- Gemeinsame Normdatei: 119320126
- International Standard Name Identifier: 0000 0000 7366 7763
- Library of Congress Control Number: n88626481
- MusicBrainz: 0bd02eea-139c-4f0e-aaf6-30f7376ff411
- Nationale bibliotheek van Australië: 35371463
- Nationale Bibliotheek van Israël: 987007511640705171
- Nederlandse Thesaurus van Auteursnamen: 075047314
- SNAC: w6sp394h
- Système universitaire de documentation: 115606785
- Trove: 929172
- Virtual International Authority File: 69118954
- WorldCat: E39PBJkT8xVggwfdvB4ddbjDMP